# Bijawar
Bijawar (Hindi: बिजावर, Bijāvar) ist ein Ort mit etwa 20.500 Einwohnern (Zensus 2011) im indischen Bundesstaat Madhya Pradesh.
Er liegt im Distrikt Chhatarpur.
Bijawar war Hauptstadt des früheren Fürstenstaates Bijawar.